# Baoshan (Yunnan)
Baoshan (保山市,  Bǎoshān Shì) ist eine bezirksfreie Stadt in der chinesischen Provinz Yunnan. Ihr Verwaltungsgebiet hat eine Fläche von 19.637 km² und 2.431.211 Einwohner (Stand: Zensus 2020).

## Lage und Klima
Baoshan liegt im Westen von Yunnan und grenzt im Osten an die Stadt Lincang, im Norden an den autonomen Bezirk Nujiang der Lisu, im Nordosten an den autonomen Bezirk Dali der Bai, im Südwesten an den autonomen Bezirk Dehong der Dai und Jingpo sowie im Süden und im Nordwesten an Myanmar. Die Gesamtlänge der Staatsgrenze beträgt 167,78 km. Die maximale Ausdehnung Baoshans beträgt in Ost-West-Richtung 198 Kilometer und in Nord-Süd-Richtung 193 Kilometer. Etwa 92 % sind Gebirgs- oder Bergland. Die durchschnittliche Höhe über dem Meeresspiegel liegt bei 1600 Metern mit Höhenunterschieden von maximal etwa 3200 Metern.
Die Flüsse in Baoshan gehören zu den Flusssystemen des Lancang (Oberlauf des Mekong), Nu (Oberlauf des Saluen) und Irrawaddy. Der Lancang fließt über 133,2 Kilometer und der Nu über 269,4 Kilometer durch Baoshan. Zum Irrawaddy-Flusssystem gehören der Ruili-Fluss (Oberlauf des Shweli) und der Daying- oder Taping-Fluss. Letzterer erhält als Zuflüsse den Nandi- (46,3 Kilometer in Baoshan) und den Binlang-Fluss (64,1 Kilometer in Baoshan).
Die Jahresmitteltemperatur beträgt 16 °C ohne jahreszeitliche Temperaturextreme. Der mittlere Jahresniederschlag liegt bei 1375 mm und die durchschnittliche relative Luftfeuchtigkeit bei 78 %.

## Geschichte
Historisch war Baoshan und insbesondere Tengchong schon früh als Transportkorridor über die „südwestliche Seidenstraße“ zwischen China und Myanmar bzw. Indien von Bedeutung, so dass hier auch frühzeitig Han während der Ming- und Qing-Dynastie aus dem Norden einwanderten und das Gebiet kulturell sinisierten. Während des Zweiten Weltkrieges hatte das Gebiet als Teilabschnitt der Burmastraße große militärstrategische Bedeutung. Im Jahr 1984 erhielt Baoshan den Status einer kreisfreien Stadt. 2001 wurde die Stadt Baoshan mit dem Bezirk Baoshan vereinigt und erhielt danach den Status einer bezirksfreien Stadt. Die ursprüngliche Stadt Baoshan wurde als Bezirk Longyang in die neue bezirksfreie Stadt integriert.

## Bevölkerung
Die zahlenmäßig am stärksten vertretenen ethnischen Minderheiten sind die Yi, Bai, Dai, Lisu, Hui, Miao, Blang, Wa, Achang, Jingpo, Mandschu und De’ang. Die registrierte ethnische Minderheitenbevölkerung beträgt etwa 314.600 (ungefähr 11,9 % der registrierten Bevölkerung, Stand 2023).

## Ressourcen
Baoshan ist reich an geothermischen Ressourcen. Es sind 317 heiße Quellen bekannt (Stand 2023).

## Administrative Gliederung
Auf Kreisebene setzt sich Baoshan aus einer kreisfreien Stadt, einem Stadtbezirk und drei Kreisen zusammen.
| Karte der Verwaltungseinheiten von Baoshan    | Karte der Verwaltungseinheiten von Baoshan | Karte der Verwaltungseinheiten von Baoshan | Karte der Verwaltungseinheiten von Baoshan | Karte der Verwaltungseinheiten von Baoshan | Karte der Verwaltungseinheiten von Baoshan |
| --------------------------------------------- | ------------------------------------------ | ------------------------------------------ | ------------------------------------------ | ------------------------------------------ | ------------------------------------------ |
| Longyang Shidian Longling Changning Tengchong |                                            |                                            |                                            |                                            |                                            |
| #                                             | Name                                       | chin.                                      | Pinyin                                     | Einwohner (2020)                           | Fläche (km²)                               |
| kreisfreie Stadt                              |                                            |                                            |                                            |                                            |                                            |
| 1                                             | Tengchong                                  | 腾冲市                                     | Téngchōng Shì                              | 642.481                                    | 5.845                                      |
| Stadtbezirk                                   |                                            |                                            |                                            |                                            |                                            |
| 2                                             | Longyang                                   | 隆阳区                                     | Lóngyáng Qū                                | 903.081                                    | 4.849,65                                   |
| Kreise                                        |                                            |                                            |                                            |                                            |                                            |
| 3                                             | Longling                                   | 龙陵县                                     | Lónglíng Xiàn                              | 272.769                                    | 2.794                                      |
| 4                                             | Shidian                                    | 施甸县                                     | Shīdiàn Xiàn                               | 293.022                                    | 2.009                                      |
| 5                                             | Changning                                  | 昌宁县                                     | Chāngníng Xiàn                             | 319.858                                    | 3.888                                      |